# Романш (жолоб)

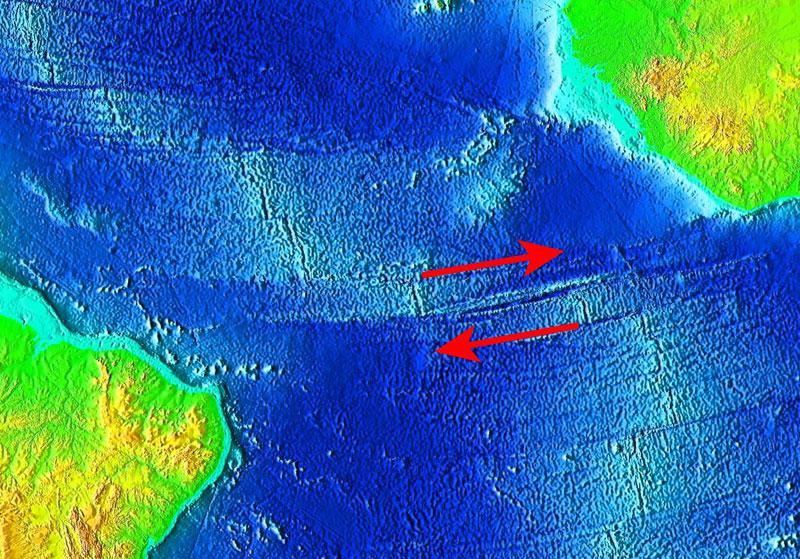
Желоб Романш посередині Атлантики. Червоні стрілки показують напрямок руху тектонічних плит, які прилягають до жолобу

Романш (англ. Romanche Trench, інші назви — Romanche Furrow або Romanche Gap) — глибоководний жолоб в Атлантичному океані, знаходиться біля екватора в межах розлому Серединно-Атлантичного хребта.

## Океанографія
Жолоб Романш є третім за глибиною з великих жолобів Атлантичного океану, після Пуерто-Риканського та Південно-Сандвічева жолобів. Довжина — 300 км, середня ширина — 19 км, найбільша глибина — 7 760 м. Жолоб дозволяє здійснювати циркуляцію глибинної води океанічних басейнів із західної Атлантики до басейнів східної Атлантики. Течія глибинної води через жолоб прямує із заходу на схід зі швидкістю 3,6 Sv (млн. м³/с) та температурою 1,57 °C.
Нижня Північно-Атлантична глибинна вода (англ. North Atlantic Deep Water, LNADW) прямує приблизно на глибині 3600–4000 метрів нижче рівня моря і тече від Гренландського та Норвезького морів; вона приносить високу солоність, кисень і концентрацію  фреонів до екватора. Антарктична придонна вода (англ. Antarctic bottom water, AABW) тече нижче LNADW і досягає вниз до морського дна. Сформована навколо Антарктиди AABW є холодною, має низьку мінералізацію і високу концентрацію силікату. Під час прямування на північ вона зустрічає численні перешкоди на морському дні. У басейні на східній стороні Серединно-Атлантичного хребта (англ. Mid-Atlantic Ridge, MAR) Китовий хребет блокує північний прохід. Для LNADW і AABW, зони розломів Романш та Чеїн (тільки на південь від екватора) є єдиними глибинними проходами в MAR, де можливий обмін глибинними водами. Після перетину AABW зони розломів Романш, солоність і температура значно зростають

## Опис
Жолоб перетинає Серединно-Атлантичний хребет майже на екваторі — у найвужчій частині Атлантики між Бразилією та Західною Африкою на широті від 2°N до 2°S та довготі від 16°W до 20°W.
Жолоб сформувався внаслідок дії Романшської зони розломів (англ. Romanche Fracture Zone), частина якої є активним трансформним розломом, який зміщує по горизонталі секції Серединно-Атлантичного хребта.
Жолоб Романш розташований між океанічними котловинами С'єрра-Леоне на північ/північний схід, Південно-Атлантичною на схід/південний схід, Північно-Бразильською на південь/південний захід, та Північно-Атлантичним хребтом на захід/північний захід. Геологічно, він розташований на стику Південноамериканської плити (із заходу) та Африканської плити (зі сходу).
Завдяки жолобу відбувається глибинна циркуляція води між океанічними котловинами західної та східної Атлантики. Глибинна течія рухається жолобом із заходу на схід зі швидкістю потоку 3,6×106 м³/с та температурою води 1,57 °C.

## Походження назви
Названий на честь французького судна «Романш», яке в 1883 р. вперше виміряло тут найбільші глибини.